# سانگ‌یانگ کایرون
سانگ یانگ کایرون (به انگلیسی: SsangYong Kyron) خودرویی در کلاس اس‌یووی سایز متوسط، تولید شده توسط سانگ‌یانگ با موتور ۲۲۰ اسب بخاری دیزل مرسدس بنز طراحی کن گرینلی از ام جی و گیربکس بنز است. ظاهر این خودرو توسط شرکت فوق مطرح ایتال دیزاین طراحی شده است این ماشین به نسبت اندازه قدرت زیادی دارد این ماشین کمک فنرهای نرم تری نسبت به بقیهٔ ماشین‌های سانگ یانگ دارد این ماشین رفاه مورد نیاز را به ما ارائه می‌دهد. این ماشین یکی از بهترین ماشین‌های هم قیمت خود است که هیچ رقیبی ندارد. برای مثال کایرون ۴۰۰ میلیونی را باید با سورنتو۹۰۰ میلیونی مقایسه کنید. خب شاید سورنتو ۲۰۱۱ کمی قدرت بیشتری داشته باشد اما با قیمت سانگ یانگ کایرون هیچ ماشین با این ویژگی‌ها نمی‌توان تهیه کرد. این ماشین به دلیل در زمان واردات در سال ۲۰۱۰ تا ۲۰۱۲ اختلاف قیمتی معادل ۶ میلیون تومان با اف جی کروزر داشت اما به دلیل کم‌کاری شرکت رامک خودرو این اختلاف چندصد برابر شد.

## نگارخانه

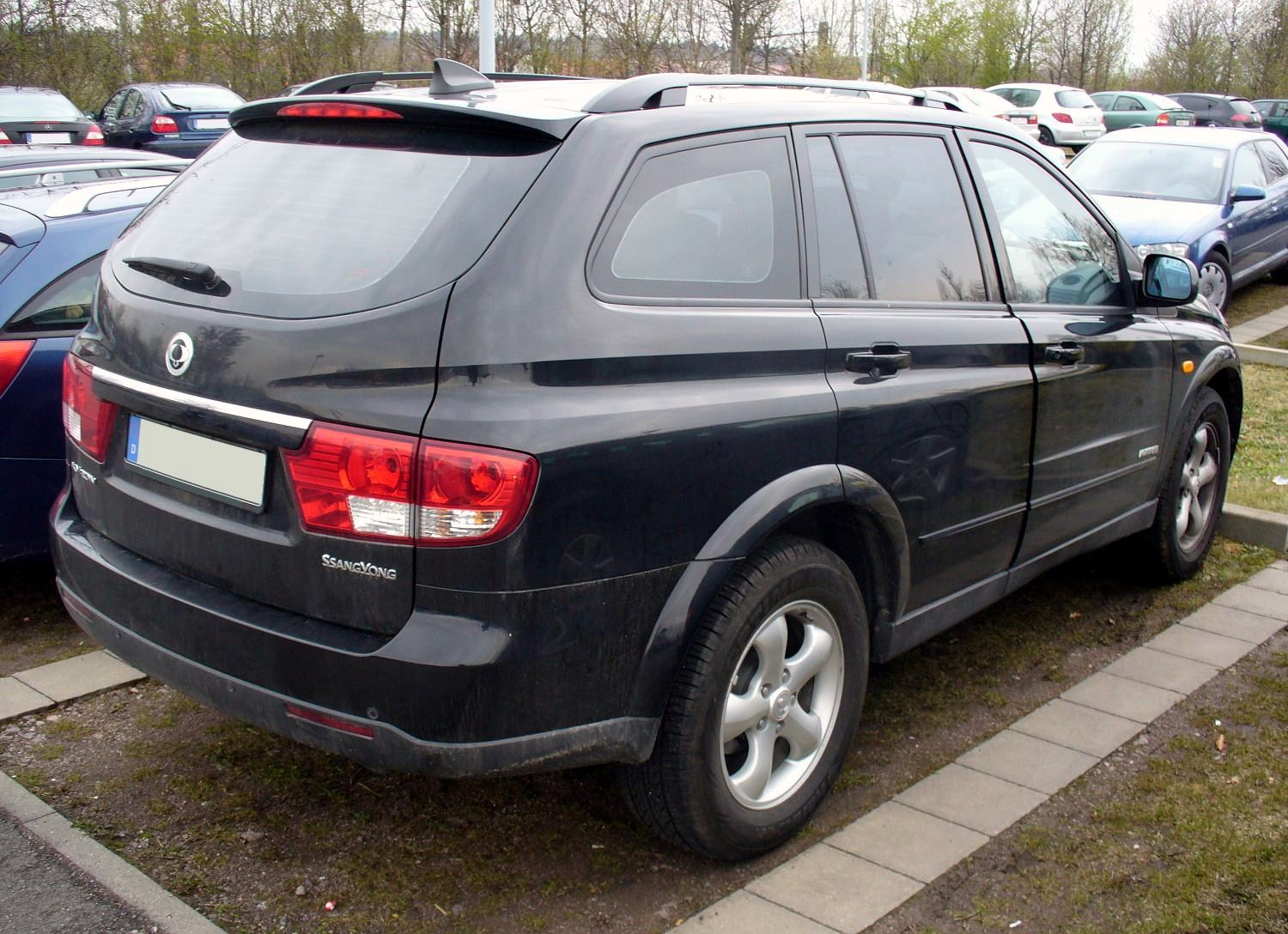
کایرون فیس لیفت عقب.
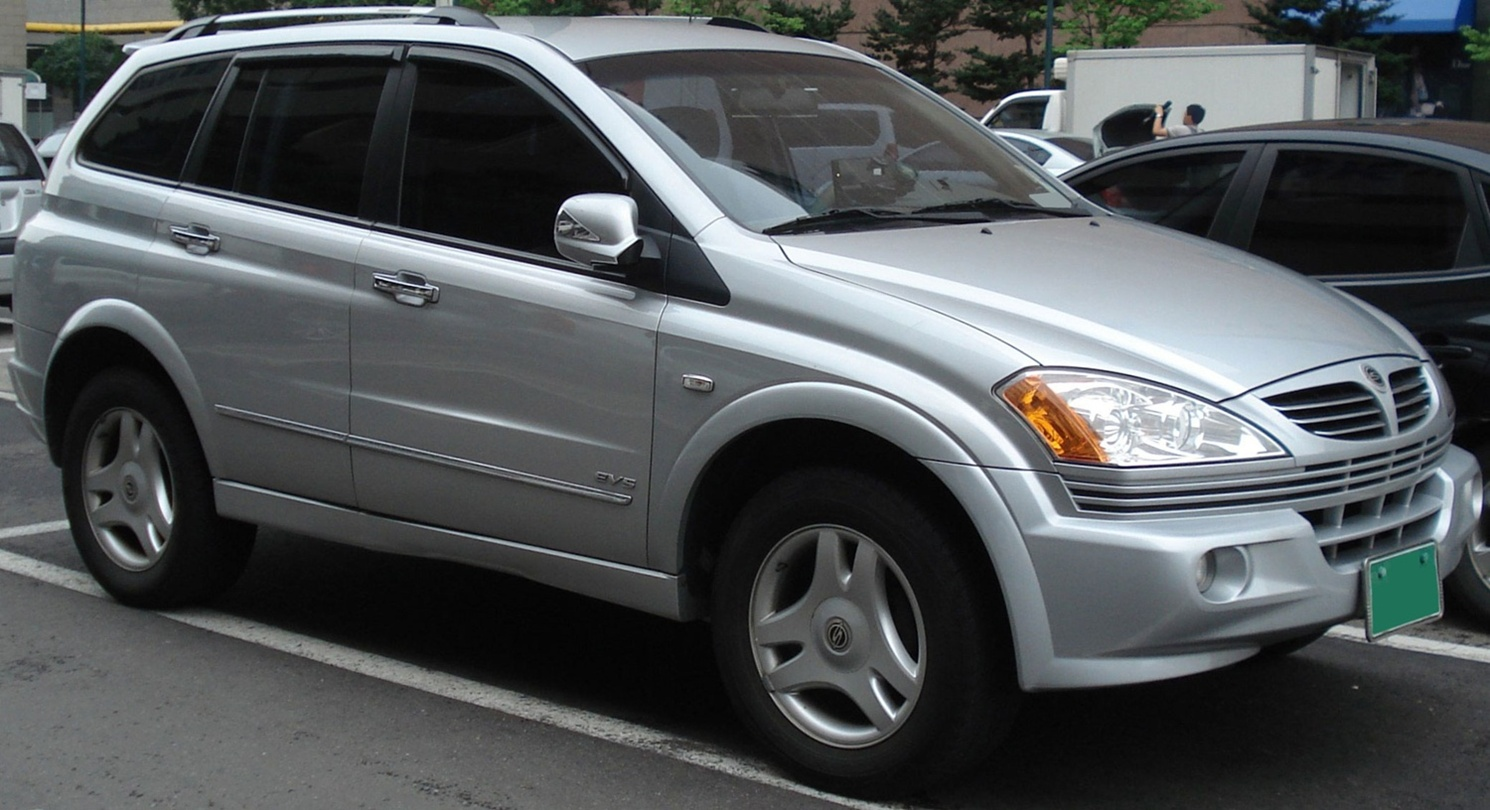
کایرون قبل از فیس لیفت.
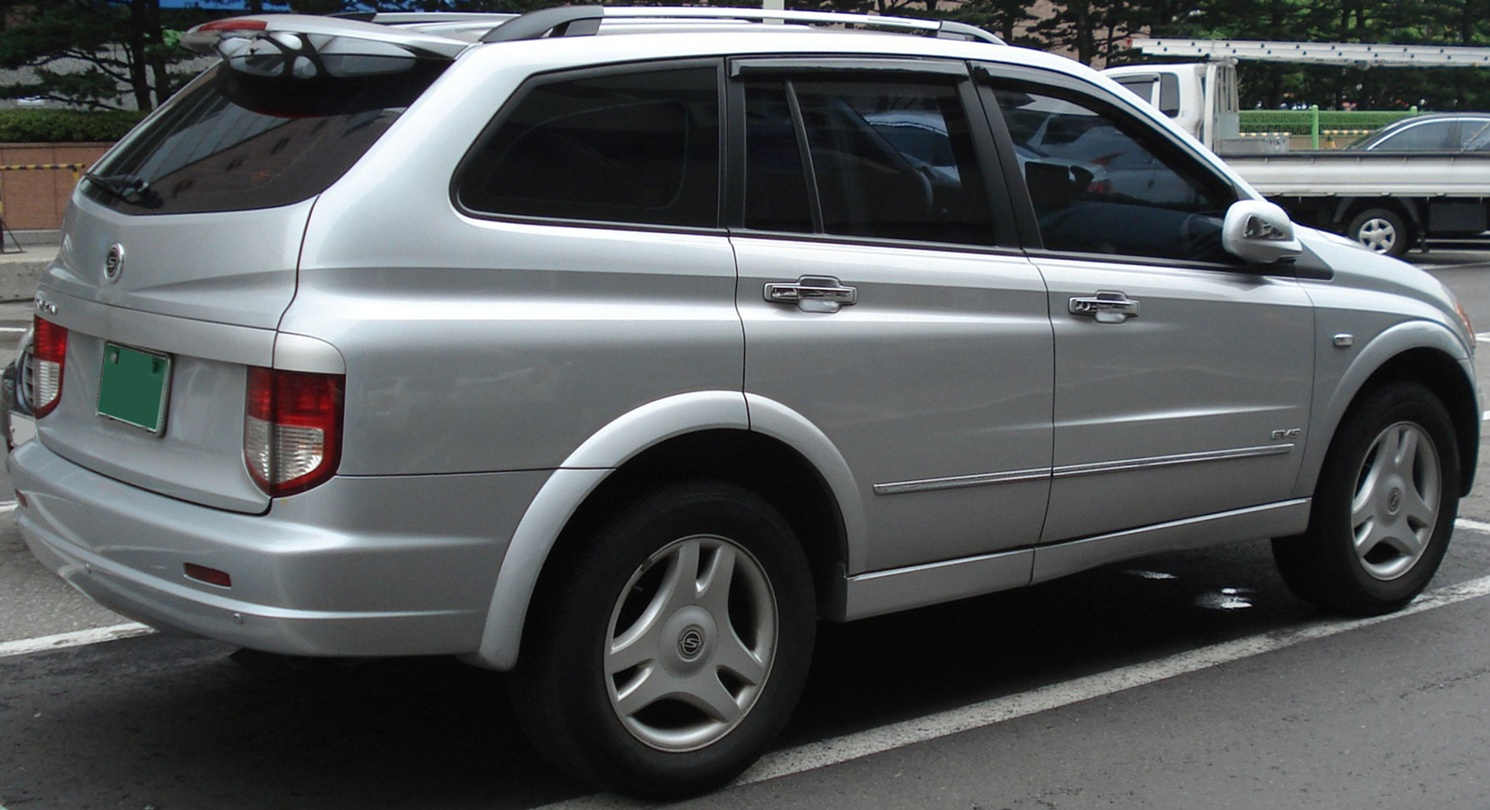
کایرون پیش فیس لیفت عقب.
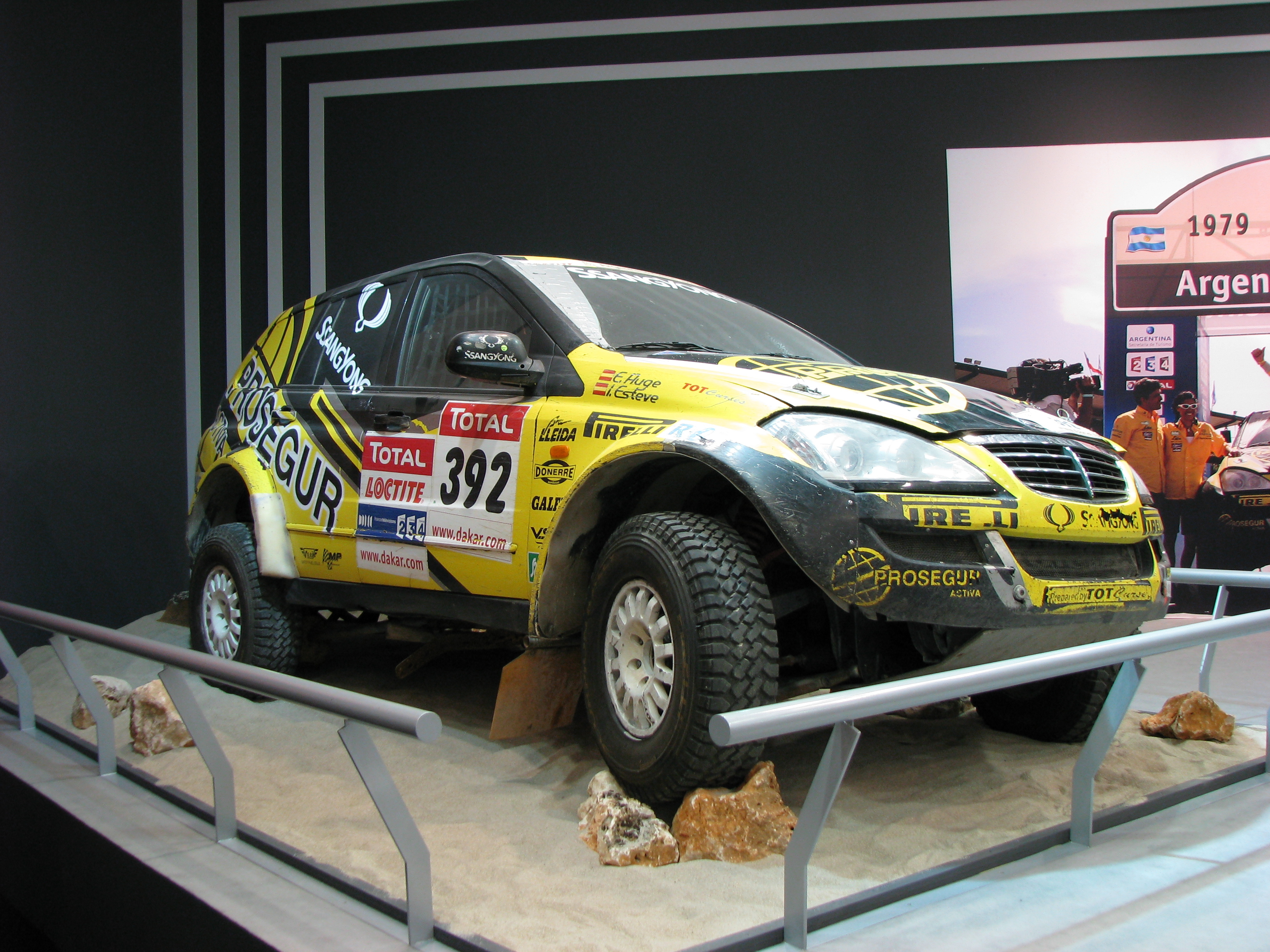
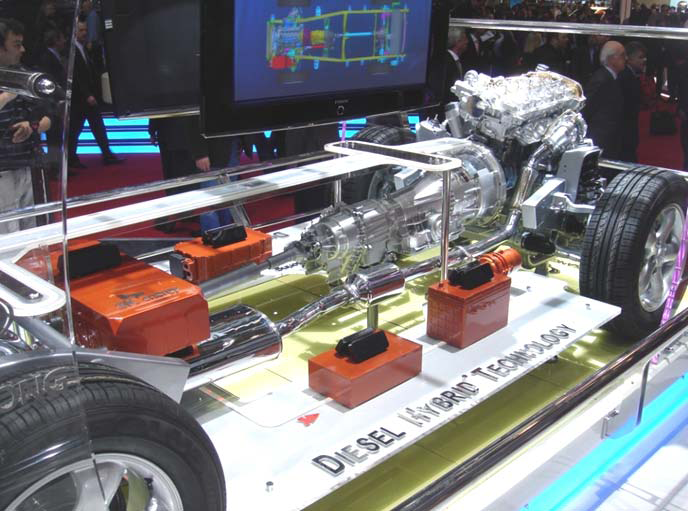
سیستم هیبریدی سانگ یانگ در سال ۲۰۰۸ نمایشگاه خودرو ژنو.

## امکانات
| امکانات        | |
| ترمز و پایداری | ترمزهای دیسکی در محورهای جلو و عقب - ESP - سیستم ضد واژگونی ARP - سیستم کنترل سرعت خودرو در سرپایینی (HDC) - ABS - EBD |
| کیسه هوا       | کیسه هوا برای سرنشینان جلو - جانبی برای راننده و سرنشین به همراه سیستم آمادگی قبل از تصادف و محدودکننده فشار |
| سیستم صوتی     | سیستم صوتی با قابلیت پخش DVDبه همراه ۶ بلندگو و ۲ آمپلی‌فایر |
| دیگر تجهیزات   | چهارچرخ متحرک دائمی (AWD) - سیستم تعلیق جلو دو جناغی و عقب چند میله‌ای همراه با میله تعادل - میله محافظ درب‌ها به منظور کاهش صدمات در تصادفات جانبی - سنسور عقب - دوربین عقب - تنظیم ارتفاع نور چراغ‌ها - سنسور نور (روشن و خاموش شدن خودکار چراغ‌ها) - سنسور باران - سیستم فرمان حساس به سرعت - حافظه صندلی و آینه‌ها - کروز کنترل - تهویه مطبوع با کنترل رطوبت و کیفیت هوا - مدیریت پیمایش (Trip Computer) - آینه‌های جانبی برقی - سانروف - تنظیم برقی صندلی راننده در ۸ جهت و سرنشین جلو در ۴ جهت - گرمکن صندلی راننده و سرنشینان به همراه پوشش چرم - صندلی‌های سه نفره تاشو - آینه‌های جانبی برقی - کمک فنرهای گازی - سیستم پدالی ترمز پارک - آینه‌های هوشمند حساس به نور |